# Habronattus mataxus
Habronattus mataxus är en spindelart som beskrevs av Griswold 1987. Habronattus mataxus ingår i släktet Habronattus och familjen hoppspindlar. Inga underarter finns listade i Catalogue of Life.